# Rafi Gavron
Raphael Pichey Gavron (Londres, Reino Unido; 24 de junio de 1989) es un actor británico. Es reconocido por sus papeles en películas como Nick and Norah's Infinite Playlist (2008), Snitch (2013) y A Star Is Born (2018), así como en las series Life Unexpected, Catch-22 y Godfather of Harlem.

## Biografía
Raphael Pichey Gavron nació el 24 de junio de 1989 en la ciudad de Londres, en Inglaterra (Reino Unido), en una familia de origen judío, hijo de Martha Pichey, una escritora estadounidense y Simon Gavron, un editor británico. Es el mayor de tres hermanos; tiene dos hermanos menores llamados Benjamin y Moses.
Debutó como actor con la película Breaking and Entering (2006), donde interpretó a un hábil ladrón que recurre al parkour para ingresar a los lugares que va a robar. La película tuvo una recepción crítica negativa y fue un fracaso en taquilla. A pesar de esto, gracias a dicha actuación fue nominado como la mayor promesa en los British Independent Film Awards de 2006. Al año siguiente, interpretó a un mercenario por tres episodios de la serie Rome y posteriormente formó parte del elenco principal de la comedia romántica Nick and Norah's Infinite Playlist (2008), donde hizo el papel de vocalista de una banda independiente. La película tuvo buenos comentarios de la crítica y fue un éxito menor en taquilla. Ese mismo año, apareció en la película Inkheart (2008), adaptación de la novela homónima escrita por Cornelia Funke, donde interpretó a Farid, un personaje extraído del libro Las mil y una noches. La película, sin embargo, fue un fracaso en crítica y taquilla.
En 2010, se incorporó al elenco de la serie Life Unexpected interpretando a Bug, el novio de Lux, y luego en 2011 apareció brevemente en la tercera temporada de la serie Parenthood como Troy Quinn, la pareja de Zoe. En los años posteriores siguió desempeñando roles menores en varias series como Bones, Mary + Jane, Homecoming y CSI: Miami, además de aparecer en películas como The Cold Light of Day (2012) y Tracers (2015).
Gavron apareció en la película A Star Is Born (2018) interpretando a Rez, el mánager de Ally. El filme fue aclamado por la crítica y se convirtió en un éxito en taquilla. Junto al resto del elenco, fue nominado en la categoría de mejor reparto en los SAG Awards.

## Vida personal
Gavron fue arrestado dos veces en diciembre de 2013; la primera por conducir bajo los efectos de alcohol y la segunda por violencia doméstica tras haber sido denunciado por su entonces novia. El actor fue sometido a cinco años en período de pruebas, en los que mostró comportamiento ejemplar y fue absuelto de ambos cargos.

## Filmografía
| Año  | Título                             | Rol           | Notas |
| ---- | ---------------------------------- | ------------- | ----- |
| 2006 | Breaking and Entering              | Miro Simic    |       |
| 2008 | Nick and Norah's Infinite Playlist | Dev           |       |
| 2008 | Inkheart                           | Farid         |       |
| 2012 | Celeste and Jesse Forever          | Rupert Bates  |       |
| 2012 | The Cold Light of Day              | Josh Shaw     |       |
| 2012 | Mine Games                         | Lex           |       |
| 2013 | Snitch                             | Jason Collins |       |
| 2015 | Tracers                            | Dylan         |       |
| 2016 | The Land                           | Patty Cake    |       |
| 2016 | Love Is All You Need?              | Stan          |       |
| 2018 | A Star Is Born                     | Rez Gavron    |       |

| Año  | Título                          | Rol            | Notas       |
| ---- | ------------------------------- | -------------- | ----------- |
| 2007 | Rome                            | Duro           | 3 episodios |
| 2009 | 24                              | Hamid Al-Za    | 3 episodios |
| 2010 | Life Unexpected                 | Bobby Guthrie  | 8 episodios |
| 2011 | CSI: Miami                      | Sean Moran     | 1 episodio  |
| 2011 | Parenthood                      | Troy Quinn     | 2 episodios |
| 2016 | Mary + Jane                     | #softs3rve     | 1 episodio  |
| 2016 | From Dusk till Dawn: The Series | Pablo          | 1 episodio  |
| 2017 | Bones                           | Benny Pence    | 1 episodio  |
| 2018 | Homecoming                      | Rainey         | 2 episodios |
| 2018 | Counterpart                     | Edgar          | 2 episodios |
| 2019 | Catch-22                        | Aarfy Aardvark | 6 episodios |
| 2019 | Godfather of Harlem             | Ernie Nunzi    | 9 episodios |
| 2020 | Westworld                       | Roderick       | 2 episodios |